# أوتسوتشي (إيواته)
أوتسوتشي (باليابانية: 大槌市 أوتسوتشي-شي) هي بلدة في إيواته، اليابان. مساحتها 200.59 كلم²، عدد السكان فيها 15256 نسمة في 2011. يوجد في البلدة مخبر أبحاث للعلوم البحرية يتبع جامعة طوكيو منذ عام 1973.
في 12 مارس 2011 تعرضت البلدة إلى ضرر بالغ جراء الزلزال وموجات التسونامي التي تبعت ذلك.

## توأمة
لأوتسوتشي (إيواته) اتفاقيات توأمة مع:
- فورت براغ (15 أكتوبر 2005 - )

## وصلات خارجية
- الموقع الرسمي للبلدة